# Resolució 1442 del Consell de Seguretat de les Nacions Unides
La Resolució 1442 del Consell de Seguretat de les Nacions Unides fou adoptada per unanimitat el 25 de novembre de 2002. Després de reafirmar totes les resolucions passades sobre la situació a Xipre, particularment la resolució 1251 (1999) i 1218 (1998), el Consell va ampliar el mandat de la Força de les Nacions Unides pel Manteniment de la Pau a Xipre (UNFICYP) durant sis mesos més fins al 15 de juny de 2003.
El Consell de Seguretat va prendre nota de la crida a l'informe del secretari general Kofi Annan a les autoritats de Xipre i Xipre del Nord per abordar urgentment la situació humanitària de les persones desaparegudes. El Consell també va acollir amb satisfacció els esforços per sensibilitzar el personal de les Nacions Unides per al manteniment de la pau en la prevenció i el control del VIH/SIDA i altres malalties.
En l'extensió del mandat de la UNFICYP, la resolució va demanar al Secretari General que informés al Consell l'1 de juny de 2003 sobre l'aplicació de la resolució actual. També va instar la part turcoxipriota a posar fi a les restriccions imposades el 30 de juny de 2000 a les operacions de la UNIFCYP i restaurar el statu quo militar a Strovilia.